# Bakal Julu
Bakal Julu is een bestuurslaag in het regentschap Dairi van de provincie Noord-Sumatra, Indonesië. Bakal Julu telt 1351 inwoners (volkstelling 2010).